# Jozef De Mey
Jozef De Mey (Gent, 18 oktober 1943) is een Belgisch voormalig verzekeraar. Hij was van 2009 tot 2020 voorzitter van de raad van bestuur van de Fortis Holding, in 2010 tot Ageas omgedoopt.

## Levensloop
Jozef De Mey studeerde wiskunde aan de Rijksuniversiteit Gent en actuariële wetenschappen aan de Katholieke Universiteit Leuven.
In 1967 begon zijn carrière bij de controleautoriteiten van het ministerie van Economische Zaken. Van 1969 tot 1971 werkte hij bij de Kredietbank. Vanaf 1971 bekleedde hij verschillende functies bij John Hancock Financial.
De Mey maakte in 1990 de overstap naar Fortis. Hij was achtereenvolgens General Manager van Fortis International en in 1995 CEO van Fortis AG (vroeger AG Groep). In 2000 werd hij lid van het Executive Committee van Fortis, Chairman van het Management Committee van Fortis Insurance en CEO van Fortis AG en Fortis Insurance International. Hij verliet Fortis in december 2007. De Mey bleef een reeks niet-uitvoerende bestuursmandaten bekleden in operationele bedrijven van de groep Fortis. In februari 2009 werd hij benoemd tot niet-uitvoerend voorzitter van de raad van bestuur van (wat overbleef van) de Fortis Holding. Na de verkoop van alle bankactiviteiten in 2008 was deze immers nog enkel actief in verzekeringen. Als gevolg van de opgelopen imagoschade en om naamsverwarring met het nog steeds bestaande Fortis in Nederland te vermijden kreeg de holding in 2010 de nieuwe naam Ageas. Hij bleef voorzitter van de raad van bestuur van Ageas tot hij in oktober 2020 door Bart De Smet werd opgevolgd.
Hij was van 2008 tot 2019 bestuurder van investeringsmaatschappij De Eik. Sinds 2009 is hij bestuurder van Gent Festival van Vlaanderen. Hij was ook bestuurder van vzw Omroepgebouw Flagey.